# Stenestad
Stenestad (på dansk: Stenested ) er en landsby og sogn i Skåne på Sønder Ås. Bl.a. kendt for at Sthen Jacobsen, Skånelandenes sidste forfatter på dansk, skrev Den Nordiske Kriigs Krønicke som præst i Kogerød og Stenested sogne. 